# 習志野市立香澄小学校
習志野市立香澄小学校（ならしのしりつ かすみしょうがっこう）は、千葉県習志野市香澄四丁目にある公立小学校。

## 沿革
- 1981年4月 - 習志野市立香澄小学校として新設創設

## 交通
- 京葉線新習志野駅下車